# Bill Wyman
Bill Wyman, rodným jménem William George Perks (* 24. října 1936 Lewisham, Londýn, Anglie, Spojené království), je anglický hudebník a multiinstrumentalista, známý především jako dlouholetý baskytarista rockové skupiny The Rolling Stones, v níž působil v letech 1962 až 1993.

## Hudební kariéra
Od deseti do třinácti let věku dostával lekce hry na klavír. Během vojenské služby v Německu si roku 1956 koupil první kytaru a později založil skifflovou kapelu. V roce 1960 si koupil elektrickou kytaru, ale brzy přešel k baskytaře, kterou si upravil na bezpražcovou. 
Roku 1962 byl coby zkušený muzikant s vlastní aparaturou přijat do začínající kapely The Rolling Stones, která se tehdy ještě pod vedením Briana Jonese orientovala hlavně na blues. Nahradil zde Dicka Taylora.  Ačkoliv byl Wyman podstatně starší než ostatní (narození vesměs až ve 40. letech) a měl už manželku a dítě, zapadl mezi ně natolik dobře, že publikum dlouho věřilo tvrzení, že je o pět let mladší než ve skutečnosti (pravda vyšla najevo až koncem 60. let v souvislosti se soudním procesem se členy kapely). Ohledně divokého rockerského života pak Bill mezi Stones vynikal sváděním fanynek a promiskuitou, zatímco v užívání alkoholu byl relativně střídmý a tvrdým drogám se zcela vyhýbal.
Vlastní skladby v kapele uplatnil jen výjimečně, často ale přicházel s nápady na riffy, které byly esenciální pro zvuk výsledné písně. Na koncertech hrával na baskytaru svérázným způsobem, kdy ji držel ve vertikální poloze, aby dle svých slov lépe viděl na fanynky v publiku.
V roce 1974 vydal desku Monkey Grip, a stal se tak vůbec prvním členem Stones, který vydal sólové album. Později následovalo několik dalších. V osmdesátých letech také složil hudbu k několika filmům.
Roku 1993 Wyman z Rolling Stones po třiceti letech odešel. Nahradil jej Darryl Jones. V roce 2012 se skupinou vystoupil jako host při několika koncertech. Roku 2013 uvedl, že kdyby měl možnost stát se znovu plnohodnotným členem kapely, neměl by zájem.
Od roku 1997 působí ve vlastní skupině Bill Wyman's Rhythm Kings. 

## Osobní život
Pocházel z dělnických poměrů, jeho otec byl zedník. Vyrůstal ve čtvrti Penge na jihovýchodě Londýna. Než ho začala živit hudba, pracoval jako knihař. 
V roce 1959 se oženil s Diane Cory, s níž měl syna Stephena (1962). Diane trpěla Billovy neustálé avantýry a nevěru do roku 1967, kdy spolu přestali žít, a roku 1969 se (na jeho návrh) rozvedli. Tehdy už byla jeho stálou partnerkou Švédka Astrid Lindströmová, s níž žil do roku 1983. 
Dne 2. června 1989, ve věku 52 let, se oženil s osmnáctiletou Mandy Smith. Začali spolu chodit již o pět let dříve, když bylo Smithové třináct, přičemž sexuální vztah začali podle jejího vyjádření mít v jejích čtrnácti. Už v roce 1991 se ale toto manželství rozpadlo, přičemž rozvod se konal roku 1993. Ještě téhož roku se Wyman oženil s Suzanne Accosta, s níž má tři dcery.
Roku 2009 po 55 letech zanechal kouření. Roku 2016 mu byl diagnostikován karcinom prostaty, ale byl vyléčen.